# 克洛维斯 (加利福尼亚州)
克洛维斯（英語：Clovis），是美国加利福尼亚州弗雷斯诺县下属的一座城市。建市于1912年2月27日，面积大约为23.28平方英里（60.3平方公里）。根据2010年美国人口普查，该市有人口95,631人。
佔地78-英畝（32-公頃）的塞拉維斯塔購物中心，是區內與周邊地區的購物中心，主要租戶包括Target、Kohl's、Sierra Vista Cinemas 16 和 MB2 室內高卡賽道。